# جهاز عرض

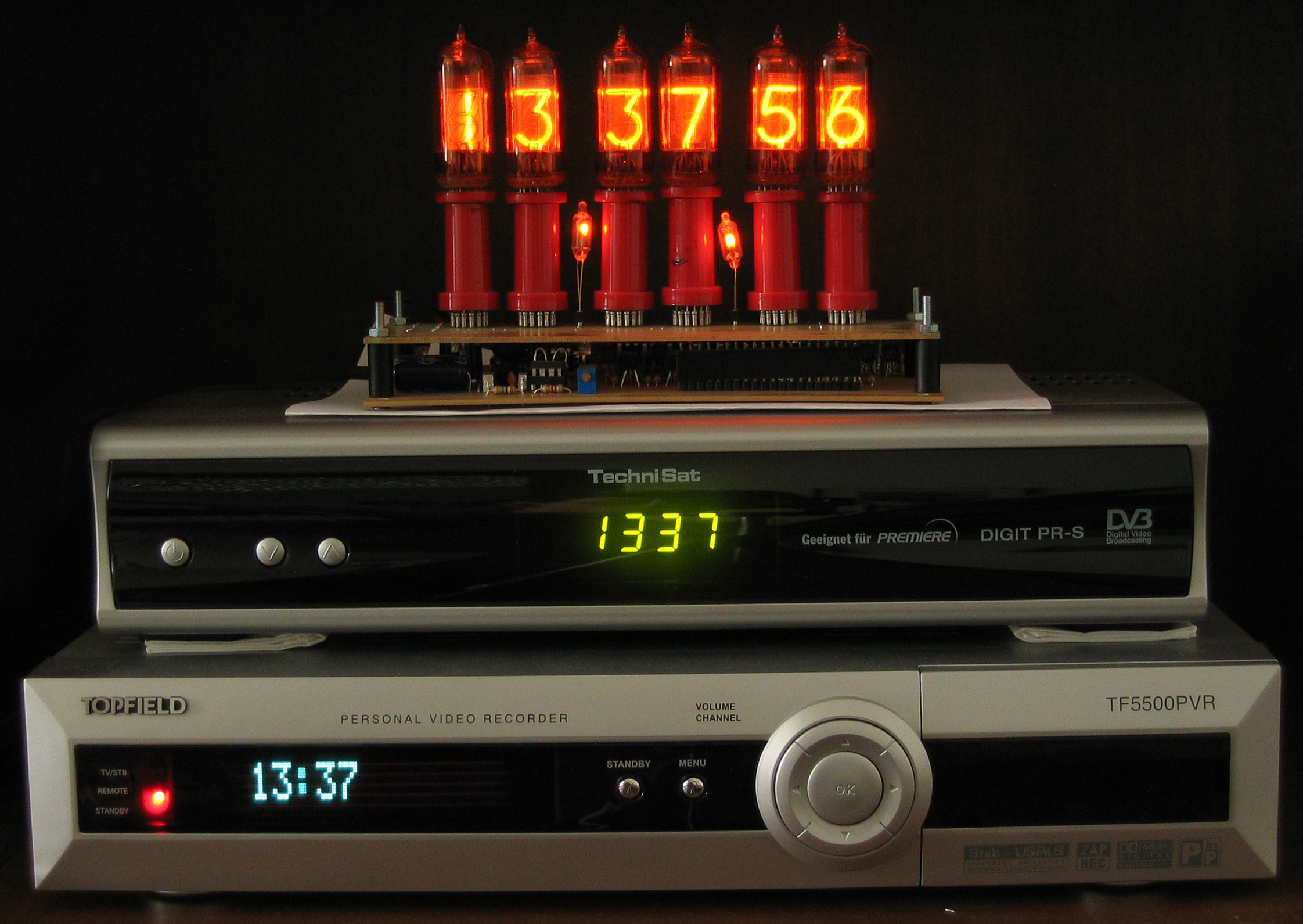
من الأعلى إلى الأسفل : شاشات نيكسي الرقمية، شاشة ضوئية ، شاشة عرض مُفلورة

جهاز العرض هو جهاز خرج لعرض المعلومات بشكل بصري
 أو لمسي (اللمسي مستخدم على سبيل المثال في أجهزة العرض الإلكترونية للمكفوفين). عندما يكون تقديم معلومات الدخل كإشارة كهربائية يسمى جهاز العرض بجهاز عرض إلكتروني.
من التطبيقات الشائعة لأجهزة العرض الإلكترونية التلفزيونات أو شاشات الحاسوب .

## شرائح العرض

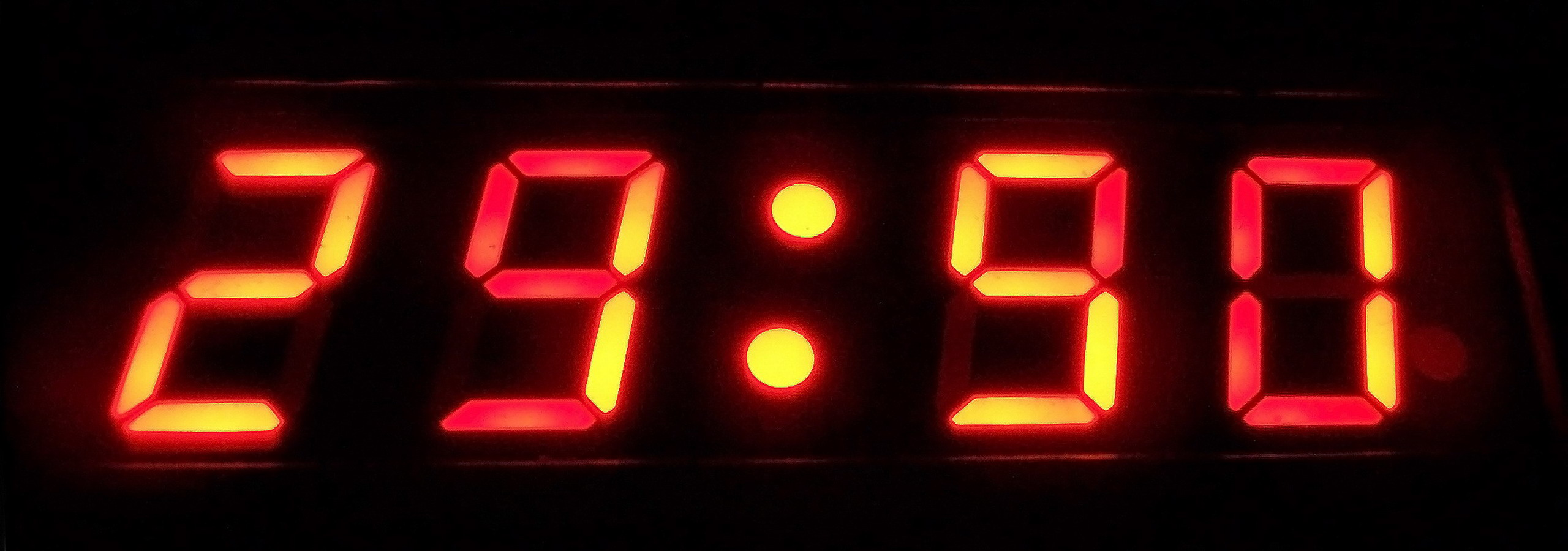
ساعات رقمية تعرض أرقام متغيرة.

بعض أجهزة العرض تُظهر أرقاماً فقط  أو محارف أبجدية رقمية. وتدعى بشرائح العرض، حيث تتألف من قِطَع عديدة تعمل وتُطفِئ لإظهار الرمز المطلوب. تكون هذه القِطَع عادة عبارة عن متصلات ثنائية باعثة للضوء (LEDs) أو بلورات سائلة. يُستخدموا بشكل أساسي في الساعات الرقمية والآلات الحاسبة . هناك عدة أنواع :

شرائح عرض تتألف من اليسار إلى اليمين من : 7 قِطَع - 9 قِطَع - 14 قطعة - 16 قطعة.

- شرائح العرض ذات سبع قطع: وهي الأكثر استعمالاً وتعرض أرقام فقط.
- شرائح عرض ذات 40 قطعة
- شرائح عرض ذات 60 قطعة
- متحكِّم HD44780 LCD : ويستخدم بشكل واسع في الشاشات المُسطَّحة (LCDs) .

### التقنيات المُضمّنة
- الشعيرات المتوهجة (Incandescent filaments)
- شاشات مُفلورة (Vacuum fluorescent display)
- تدفق غاز الكاثود البارد
- المتصلات الثنائية الباعثة للضوء (LED)
- الشاشات البلورية السائلة (LCD)
- مروحة صغيرة بتنشيط إلكترومغاطيسي.

## أجهزة العرض الكاملة ذات البعدين
أجهزة العرض ذات البعدين تُغطي كامل مساحة الشاشة (غالباً مستطيل) وتدعى أيضاً بأجهزة عرض الفيديو، وذلك لأنها تعرض فيديو بشكل أساسي.

### التطبيقات
تستخدم أجهزة العرض هذه على سبيل المثال في :
- أجهزة التلفاز
- شاشات الحاسوب
- شاشات نظارات الرأس الذكية
- شاشات البث المرجعي (Broadcast reference monitor)
- الشاشات الطبية

### التقنيات المُضمَّنة
- شاشة أنابيب أشعة كاثود (CRT)
- المتصلات الثنائية الباعثة للضوء (LED)
- ورق إلكتروني
- لوائح عرض البلازما (PDP)
- شاشات البلورات السائلة (LCD)

## ثلاثية الأبعاد
- شاشات العرض الليزرية
- شاشات العرض الهيلوغرافية
- شاشات الحقول الضوئية

## أنواع ميكانيكية
- شريط البرقيات (مُنقرض)
- العارضات الإلكترونية اللمسية (خصيصاً للمكفوفين. حيث يستخدموا أجزاء إلكتروميكانيكية لتحديث صورة لمسية نصية غالباً وبهذا يمكن تحسس الصورة بالأصابع).
- أوبتاكون. وتستخدم القضبان المعدنية بدلاً من الضوء وذلك لنقل الصورة للمكفوفين بواسطة اللمس.

## اقرأ أيضاً
- تحكم رقمي باستخدام الحاسوب
- بطاقة عرض مرئي
- جهاز عرض الكريستال السائل
- رسوميات متجهة بالمقارنة مع رسوميات نقطية
- ملحقات الحاسوب
- النماذج الأولية السريعة
- واجهة المستخدم